# Jardín Botánico G.E. Ghirardi
El Jardín Botánico G.E. Ghirardi (en italiano: Giardino Botanico G.E. Ghirardi también denominado más formalmente como Mimosa Staziona Agricola (Giardino Botanico sperimentale "Emilio Ghirardi" o Orto botanico di Toscolano Maderno) es un jardín botánico de 10,000 m² de extensión, en Toscolano-Maderno, Italia. 
Dependiente administrativamente de la Università degli Studi di Milano, en Milán, Italia. 
El código de identificación internacional del Giardino Botanico G.E. Ghirardi como miembro del "Botanic Gardens Conservation Internacional" (BGCI), así como las siglas de su herbario es TOSCO.

## Localización
El jardín botánico está ubicado a la orilla oeste del lago Garda. 
Mimosa Staziona Agricola (Giardino Botanico sperimentale "Emilio Ghirardi" Via Religione 25, I-25088 Toscolano-Maderno, Provincia de Brescia, Lombardia, Italia.
Planos y vistas satelitales.45°39′0″N 10°37′0″E / 45.65000, 10.61667
Es visitable previa cita.

## Historia
El jardín botánico fue creado en 1964 como la "Stazione Agricola Sperimentale Mimosa" bajo la dirección del Profesor Giordano Emilio Ghirardi. 
En 1991 llega a formar parte de la Universidad de Milán, la cual reúne junto con este bajo su administración a dos jardines botánicos más, el Jardín Botánico de Brera y el 
Jardín Botánico de Cascina Rosa, todos ellos albergando a muchos tipos de plantas.

## Colecciones
Actualmente cultiva plantas de interés para la medicina y la industria farmacéutica, pero también realizan investigaciones en transgénicos de plantas de arroz etc. 
Sus colecciones incluyen Camptotheca acuminata, Eschscholzia, Nicotiana, Nigella, Scutellaria, y Solanaceae.